# Piliocolobus langi
Piliocolobus langi is een zoogdier uit de familie van de apen van de Oude Wereld (Cercopithecidae). De wetenschappelijke naam van de soort werd voor het eerst geldig gepubliceerd door Allen in 1925.

## Voorkomen
De soort komt voor in het noordoosten van Congo-Kinshasa, tussen de rivieren Lualaba en Aruwimi-Ituri.